# Protrusion Rod
Der Protrusion Rod (engl. protrusive = hervorstehend/herausragend, rod = Rute, Stab, dt. so viel wie herausragendes Stäbchen) ist ein in der Kriminaltechnik gebräuchliches glasfaserverstärktes Kunststoffröhrchen, das im Rahmen der Spurensicherung und Tatrekonstruktion eingesetzt wird, um die Schussrichtung beziehungsweise den Einschusswinkel nach Schusswaffengebrauch zu ermitteln. Die Stäbchen gibt es mit unterschiedlichem Durchmesser für unterschiedliche Kaliber. Sie werden in den ungestörten Schusskanal eingeführt und machen dann die Flugbahn des Projektils im Inneren des Zielobjekts deutlich.
Die Stäbchen wurden beispielsweise nach der Geiselnahme von München 1972 eingesetzt.
Auf den Standort des Schützen kann man auch mit einem 3-D-Laserscanner-Verfahren rückschließen.